# Герб Серпейска
Исторический герб города «Серпейска», ныне село Мещовского района Российской Федерации.

## Описание и обоснование символики
Геральдическое описание (блазон) гласит:
В зелёном поле два серебряных с золотыми рукоятями серпа, переплетённых лезвиями.
Утвержден в качестве герба сельского поселения «Село Серпейск» решением Сельской Думы поселения от 15.11.2017 г. № 75. За основу герба сельского поселения "Село Серпейск" взят исторический герб города Серпейска, Высочайше утвержденного 10-го Марта 1777 года.

## История герба
В 1776 году Серпейск получил статус уездного города Калужского наместничества.
В 1796 году Серпейский уезд был упразднён, а город в связи с малой численностью населения и отсутствием промышленности был выведен за штат и стал относиться к Мещовскому уезду). В 1919 году Серпейск был лишён статуса города.
10 (21) марта 1777 года был утвержден герб Серпейска . Автором исторического герба города, также как и других городов Калужского наместничества являлся герольдмейстер, князь М. М. Щербатов.
Герб Серпейска был Высочайше утверждён 10 марта 1777 года императрицей Екатериной II вместе с другими гербами городов Калужского наместничества (ПСЗ, 1777, Закон № 14596)
Подлинное описание герба города Серпейска гласило:
Въ зеленомъ полѣ два серебряные серпа, вмѣстѣ сложенные, съ златыми рукоятками, изъявляющими самое имя сего города.
В 1864 году, в период геральдической реформы Кёне, был разработан проект нового герба заштатного города Серпейска, (официально не утверждён):
В зеленом щите два серебряных серпа, обращённые в противоположные стороны. В вольной части герб Калужской губернии. Щит увенчан червлёной короной, за щитом положенные накрест золотые молотки, соединённые Александровской лентой.
В советский период герб Серпейска (1777 года) не использовался.